# Krzewsk
Krzewsk (niem. Hohenwalde) – wieś w Polsce położona w województwie warmińsko-mazurskim, w powiecie elbląskim, w gminie Markusy.
W latach 1975–1998 miejscowość administracyjnie należała do województwa elbląskiego.
Wieś Krzewsk powstała w 1631 roku w okresie najazdu wojsk szwedzkich, powstała dość późno w stosunku do innych wsi gminy Markusy.
Prześladowania mennonitów, zwolenników sekty protestanckiej anabaptystów powstałej w Holandii w XVI wieku, stały się główną przyczyną ich emigracji. W XVI wieku Polska była jednym z najbardziej tolerancyjnych państw, dlatego też mennonici osiedlali się na podmokłych, dotąd nieużytkowanych terenach w okolicach jeziora Druzna i między innymi w Krzewsku.
Mennonici stworzyli kulturę o niezwykle surowych obyczajach, ich religią była praca. Pozostał po nich atrakcyjny krajobraz kulturowy charakteryzujący się wysokim poziomem organizacji przestrzennej. Powstały systemy ochrony przeciwpowodziowej, melioracji, osadnictwa, komunikacji i rozłogów pól. Przekształcony krajobraz, substancja zabytków związana jest również z osadnictwem holenderskim.
Na skutek I rozbioru Polski w 1772 roku Żuławy przeszły pod panowanie pruskie. W latach 1945–1949, w związku z akcją "Wisła" na teren gminy przybyli Polacy i Ukraińcy. W okresie tworzenia PGR i spółdzielni rolniczych mieszkańcy wsi specjalnie nie odczuli zmian w gospodarce polderowej. Zaledwie mały areał gruntów został wcielony w poczet zmian strukturalnych własności.
Z uwagi na brak podstawowych urządzeń w zakresie infrastruktury technicznej nastąpił odpływ ludności wsi do miast co spowodowało, że część dobrze prosperujących gospodarstw została przekazana na rzecz Skarbu Państwa lub sprzedana na powiększenie istniejących gospodarstw rolnych w zamian za zaopatrzenie emerytalno–rentowe. Tym samym utracona została tożsamość lokalna i integracja społeczna.
Ogólna liczba mieszkańców wsi wynosi 422 osoby. W przedziałach wiekowych przedstawia się następująco:
- poniżej 3 lat - 27 osób
- od 4 do 7 lat - 26 osób
- od 8 do 15 lat - 68 osób
- od 16 do 30 lat - 110 osób
- powyżej 31 lat - 191 osób

Źródłem utrzymania mieszkańców są dochody z pracy w gospodarstwach rolnych, pracy zarobkowej, rent i emerytur, działalności gospodarczych oraz pomocy z Gminnego Ośrodka Pomocy Społecznej.
Powierzchnia wsi Krzewsk wynosi 545,38 ha. Struktura własności według ewidencji Starostwa Powiatowego w Elblągu kształtuje się następująco:
- gospodarstwa rolne - 434,39 ha
- grunty niestanowiące gospodarstw rolnych - 19,24 ha
- grunty komunalne Gminy Markusy - 10,84 ha
- grunty Agencji Nieruchomości - 56,30 ha
- grunty Skarbu Państwa - 24,32 ha
- grunty Kółka Rolniczego - 0,29 ha

Wieś charakteryzuje się w części żyznymi glebami oraz częściowo iłami i żwirami. Odchodzenie od nawożenia organicznego i nadmierne stosowanie gnojowicy spowodowało częściową degradację gruntów. Słaba sytuacja ekonomiczna rolników, a co z tym się wiąże wieloletnie zaniedbania melioracyjne spowodowały, że część gruntów wsi posiada odczyn kwaśny.
Grunty gospodarstw rolnych należą do 78 właścicieli. Jednak tylko 32 gospodarstwa posiadają bazę i prowadzą produkcję roślinną i zwierzęcą. Właściciele pozostałych gospodarstw swoje grunty wydzierżawili.
Od zarania swego istnienia wieś była bardzo zamożną, wysoko rozwinięta produkcja roślinna i zwierzęca, szczególnie chów bydła.
Wieś posiadała szkołę, pocztę, sklep wielobranżowy, mleczarnię i 3 zlewnie mleka oraz magazyn pasz dla zwierząt. Prężnie działało Kółko Rolnicze oraz Koło Gospodyń Wiejskich. Obecnie wieś posiada jedynie dobrze wyposażoną i bardzo aktywnie działającą jednostkę OSP ze świetlicą wiejską, 1 sklep i 3 zakłady usługowe oraz stację pomp.
Dobrze zachowany został krajobraz kulturowy i liczne siedliska. Do dziś zachowały się zagrody holenderskie, w tym 3 wpisane do rejestru zabytków.
Na terenie wsi znajduje się nieoznakowany i bardzo zaniedbany cmentarz mennonicki.
Wieś w całości jest zwodociągowana i stelefonizowana. Tylko w nielicznych przypadkach stwierdza się brak szamb na posesjach. Jednak część istniejących szamb jest nieszczelna i ścieki przedostają się do pobliskich rowów. Stąd też problemem jest brak kanalizacji sanitarnej. Odpady stałe z posesji są składowane w pojemnikach i wywożone na gminne wysypisko śmieci. Jedynie w 2 gospodarstwach wybudowane zostały zbiorniki na gnojówkę i płyty obornikowe w ramach funduszu pomocowego – ochrona środowiska na obszarach wiejskich. Obecnie przygotowana jest dokumentacja dla 3 gospodarstw w ramach programu rozwoju obszarów wiejskich – dostosowana do standardu Unii Europejskiej. Reszta gospodarstw posiada poniemieckie zbiorniki na gnojówkę, bardzo często nieszczelne powodujące narastające zagrożenie dla środowiska.
Mieszkańcy wsi korzystają z gazu z butli. W zasadzie wieś jest nieoświetlona z wyjątkiem centrum wsi. Na terenie wsi brakuje bazy oświatowo–sportowej. Brak jest dostępu do sieci komputerowej i internetowej.
Przez wieś przechodzą dwie drogi powiatowe i szereg dróg gminnych o złej nawierzchni i bez chodników dla pieszych.
Przez Krzewsk przechodzi szlak św. Wojciecha, corocznie odbywają się z tego tytułu piesze pielgrzymki do Świętego Gaju.